# レッド・ファミリー
『レッド・ファミリー』（原題：붉은 가족）は、2013年公開の韓国映画。イ・ジュヒョンの長編映画監督デビュー作であり、キム・ギドクが脚本ならびに製作総指揮を務めた。

## ストーリー
韓国で暮らすスンへ（キム・ユミ）以下4人の一家は仲睦まじく暮らしているように見える理想的な家族だったが、実は北朝鮮が送り込んだスパイだった。
隣に暮らす一家は争いの絶えない騒がしい家族だったが、そんな彼らの姿にスパイ一家は心を動かされていく。

## キャスト
※括弧内は日本語吹替
- ベク・スンへ（妻役/ツツジ班班長）：キム・ユミ（朝鮮語版）（魏涼子）
- キム・ジェホン（夫役）：チョン・ウ（朝鮮語版）（前田一世）
- チョ・ミョンシク（祖父役）：ソン・ビョンホ（朝鮮語版）（小室正幸）
- オ・ミンジ（娘役）：パク・ソヨン (女優)（朝鮮語版）（Lynn）
- 影隊長：キム・ジェホン (俳優)（朝鮮語版）（宮崎敦吉）

特別出演
- 金物屋の主人（ツツジ班の上司）：キム・ビョンオク（宮崎敦吉）

## 受賞
- 第26回東京国際映画祭観客賞[1]